# Vliegvelden gesorteerd naar IATA-code F
Dit is een lijst van vliegvelden gesorteerd op IATA-code met de beginletter F.
| IATA | ICAO | Luchthaven                        | Stad                  | Land                         |
| ---- | ---- | --------------------------------- | --------------------- | ---------------------------- |
| FAE  | EKVG | Vagar                             | Faroe Islands         | Denemarken                   |
| FAI  | PAFA | Fairbanks International           | Fairbanks             | Verenigde Staten             |
| FAO  | LPFR | Faro Airport                      | Faro                  | Portugal                     |
| FAR  | KFAR | Hector Intl                       | Fargo                 | Verenigde Staten             |
| FAT  | KFAT | Yosemite Intl                     | Fresno                | Verenigde Staten             |
| FBM  | FZQA | Lubumbashi Internationaal         | Lubumbashi            | Congo-Kinshasa               |
| FCA  | KFCA | Glacier Park Intl                 | Kalispell             | Verenigde Staten             |
| FCH  | KFCH | Fresno Chandler Executive Airport | Fresno                | Verenigde Staten             |
| FCO  | LIRF | Fiumicino                         | Rome                  | Italië                       |
| FDF  | TFFF | Le Lamentin                       | Fort-de-France        | Martinique                   |
| FDH  | EDNY | Friedrichshafen                   | Friedrichshafen       | Duitsland                    |
| FEZ  | GMFF | Saiss                             | Fez                   | Marokko                      |
| FIH  | FZAA | N'djili                           | Kinshasa              | Congo-Kinshasa               |
| FJR  | OMFJ | Fujairah International            | Fujairah              | Verenigde Arabische Emiraten |
| FKB  | EDSB | Baden Airpark                     | Karlsruhe/Baden Baden | Duitsland                    |
| FKI  | FZIC | Bangoka Internationaal            | Kisangani             | Congo-Kinshasa               |
| FKQ  | WASF | Torea                             | Fak Fak               | Indonesië                    |
| FLL  | KFLL | Fort Lauderdale International     | Fort Lauderdale       | Verenigde Staten             |
| FLN  | SBFL | Hercílio Luz International        | Florianópolis         | Brazilië                     |
| FLR  | LIRQ | Peretola                          | Florence              | Italië                       |
| FLW  | LPFL | Flores Island                     | Flores Island         | Portugal                     |
| FMM  | EDJA | Allgäu                            | Memmingen             | Duitsland                    |
| FMO  | EDDG | Münster/Osnabrück International   | Münster               | Duitsland                    |
| FNA  | GFLL | Lungi                             | Freetown              | Sierra Leone                 |
| FNC  | LPMA | Madeira                           | Funchal               | Portugal                     |
| FNI  | LFTW | Garons                            | Nîmes                 | Frankrijk                    |
| FNJ  | ZKPY | Sunan                             | Pyongyang             | Noord-Korea                  |
| FOC  | ZSFZ | Changle                           | Fuzhou                | China                        |
| FOO  | WABF | Numfoor                           | Numfoor               | Indonesië                    |
| FOR  | SBFZ | Pinto Martins Intl                | Fortaleza             | Brazilië                     |
| FPO  | MYGF | Freeport Intl                     | Freeport              | Bahama's                     |
| FRA  | EDDF | Frankfurt International           | Frankfort             | Duitsland                    |
| FRL  | LIPK | Luigi Ridolfi                     | Forlì                 | Italië                       |
| FRO  | ENFL | Florø                             | Florø                 | Noorwegen                    |
| FRS  | MGTK | Mundo Maya                        | Flores                | Guatemala                    |
| FRU  | UAFM | Manas                             | Bishkek               | Kirgizië                     |
| FRW  | FBFT | Francistown                       | Francistown           | Botswana                     |
| FSC  | LFKF | Sud-Corse                         | Figari                | Frankrijk                    |
| FSD  | KFSD | Joe Foss Field                    | Sioux Falls           | Verenigde Staten             |
| FSP  | LFVP | St-Pierre                         | Saint-Pierre          | Frankrijk                    |
| FUK  | RJFF | Fukuoka                           | Fukuoka               | Japan                        |
| FWA  | KFWA | Fort Wayne International          | Fort Wayne            | Verenigde Staten             |
| FZO  | EGTG | Filton                            | Filton                | Verenigd Koninkrijk          |

A · B · C · D · E · F · G · H · I · J · K · L · M · N · O · P · Q · R · S · T · U · V · W · X · Y · Z · (alles)